# Elisabetta Gnone
Elisabhetta Ghone (* 13. dubna 1965 Janov) je italská novinářka a spisovatelka.
Jako novinářka spolupracovala od roku 1992 na publikování dětských příběhů na pokračování z produkce Walta Disneyho (Topilino, Bambi a Medvídek Pů). Je i tvůrcem komiksového seriálu W.I.T.C.H. a trilogie Fairy Oak vydané nakladatelstvím De Agostini.
- Seznam děl v Souborném katalogu ČR, jejichž autorem nebo tématem je Elisabetta Gnone